# الجبر
الجَبْر هو فرع من علم الرياضيات وجاء اسم الجبر من كتاب عالم الرياضيات والفلكي والرحالة محمد بن موسى الخوارزمي (الكتاب المختصر في حساب الجبر والمقابلة) الذي قدم العمليات الجبرية التي تنظم إيجاد حلول للمعادلات الخطية والتربيعية. والكلمة (الجبر) مأخوذة من اللغة العربية، ومعنى علم الجبر في قاموس المعاني: (فَرْعٌ مِنَ الرِّيَاضِيَّاتِ يَقُومُ عَلَى إِحْلاَلِ الرُّمُوزِ مَحَلَّ الأَعْدَادِ المجْهُولَةِ أَوِ الْمَعْلُومَةِ).
ويشكل علم الجبر أحد الفروع الثلاثة الأساسية في الرياضيات إضافة إلى الهندسة الرياضية والتحليل الرياضي ونظرية الأعداد والتباديل والتوافيق. ويهتم هذا العلم بدراسة البنى الجبرية والتماثلات بينها، والعلاقات والكميات.
والجبر هو مفهوم أوسع وأشمل من الحساب أو الجبر الابتدائي. فهو لا يتعامل مع الأرقام فحسب، بل يصوغ التعاملات مع الرموز والمتغيرات والفئات كذلك. ويصوغ الجبر البدهيات والعلاقات التي بواسطتها يمكن تمثيل أي ظاهرة في الكون. ولذا يعتبر من الأساسيات المنظمة لطرق البرهان.

## الفرق بين معاني الجبر
يوجد لذلك الوصف نفس الاختلاف:
- بدون المادة. تعني جزء من علم الجبر، مثل الجبر الخطي، الجبر الابتدائي (قواعد معالجة-الرموز التي تدرس في مناهج الرياضيات كجزء من التعليم الأساسي والتعليم الثانوي) أو الجبر المجرد (دراسة الهياكل الجبرية مع المادة).
- فهذا يعني إنه مثيل لبعض التراكيب المجردة، مثل جبر تبادلي أو الجبر الترابطي.
- كما هو الحال في الجملة: الجبر التبادلي هو دراسة الحلقات، الحلقات التبادلية، التي تعرف كلها بالجبر التبادلي على الأعداد الصحيحة.

مصطلح علم الجبر أحياناً يستخدم للدلالة على عمليات وأساليب جبرية بينما الهيكل أو البنية الأساسية لها لا تتعلق بعلم الجبر. على سبيل المثال، الجبر هو سلسلة لا نهائية من الممكن أن تدل على سلسلة من الأساليب الحاسوبية دون استخدام مفاهيم لا نهائية من الجمع، الحدود والتقارب. الصفة «جبري» عادة تعني ما يتعلق بالجبر، كما في الهيكل الجبري. ولأسباب تاريخية، قد تعني أيضاً العلاقة بجذور معادلات متعددة الحدود، كما في العدد جبري، والامتداد جبري أو التعبير جبري

## علم الجبر كأحد فروع علم الرياضيات
إن أهم ما يُعرف به علم الجبر هو تشابه عملياته الحسابية بالعمليات الحسابية البسيطة، إلا أن الفرق أنه يتضمن متغيرات رياضية غير معروفة القيمة. هذه المتغيرات تمثّل أرقامًا لم تُعرف بعد (مجهولة) أو أرقامًا غير محددة (متغير أو مُعامل)، مما يسمح للفرد أن يُثبت صحة هذه الخصائص بغض النظر عن الأرقام محل النظر. مثلًا في هذه المعادلة التربيعية التالية:
أ س 2 + ب س + ج = 0
أ وَ ب وَ ج مجاهيل وَ س مُعامل. وحل هذه المعادلة يتطلب حساب المجاهيل والتعبير عن قيمة المُعامل حساب علاقته بالمجاهيل، وبهذا يتم إعطاء حل للمعادلة المعينة بعد القيام بعمليةٍ حسابية بسيطة.
كما تطور علم الجبر فقد توسع إلى أشياء أخرى غير عددية، مثل المتجهات والمصفوفات أو متعددة الحدود. ثم تم تلخيص الخصائص الهيكلية لهذه الأشياء غير العددية لتحديد الهياكل الجبرية مثل المجموعات، ودوائر والحقول والجبر.
قبل القرن السادس عشر، تم تقسيم الرياضيات إلى قسمين فرعيين فقط هما الحساب والهندسة. على الرغم من بعض الأساليب التي وضعت في وقت قبل ذلك بكثير، ويمكن النظر لها في الوقت الحاضر كالجبر فإن ظهور الجبر بعد ذلك بوقت قصير، وحساب التفاضل والتكامل كحقول فرعية صغيرة للرياضيات يعود فقط للقرن 16 أو 17. أو من النصف الثاني من القرن 19 على الأقل، ظهرت العديد من المجالات الجديدة للرياضيات، وبعضها شملت علم الجبر، إما كلياً أو جزئياً.
ويتبع ذلك أن الجبر بدلاً من أن يكون فرعاً من فروع الرياضيات، أصبح هذه الأيام مجموعة من فروع طرق المشاركة الشائعة. وهذا يُرى بشكل واضح في تصنيف مواضيع الرياضيات حيث ولا واحد من مناطق المستويات الأولى (مدخلات الأعداد الثنائية) تسمى الجبر. في الحقيقة الجبر على وجه التقريب، هو اتحاد أقسام 08-أنظمة الجبر العامة و12- نظرية الحقول ومتعددات الحدود و 13- الجبر التبادلي و 15-الجبر الخطي والمتعدد الخطي؛ نظرية المصفوفات و 16-الحلقات الترابطية والجبر و 17-الحلقات الغير ترابطية والجبر و18- نظرية التصنيف الجبر التماثلي و19-نظرية كاي و20- نظرية المجموعة. بعض مناطق المستوى الأول ربما تعتبر أنها تنتمي إلى الجبر بشكل جزئي مثل 11-نظرية الأعداد (بشكل عام لنظرية العدد الجبري) و 14-الهندسة الجبرية.
الجبر الابتدائي هو جزء من الجبر الذي عادة يدرس في الصفوف الأولية للرياضيات. الجبر المجرد هو اسم يعطى عادة لدراسة مؤسسي الجبر أنفسهم.

## تاريخ
بداية الجبر كمجال من الرياضيات قد تكون بدايتها في نهاية القرن السادس عشر، مع عمل فرانسوا فييت. ومع ذلك يمكن اعتبار بعض الأعمال في وقت سابق بأنها الجبر وتعتبر عهد ما قبل التاريخ من علم الجبر.

### عصور ما قبل التاريخ من الجبر

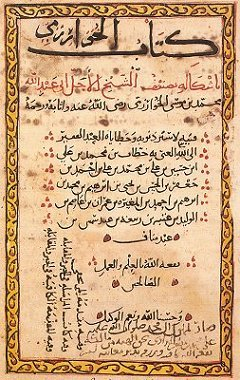
الصفحة الأولى من الكتاب المختصر في حساب الجبر والمقابلة

يمكن تتبع جذور علم الجبر إلى قدماء البابليين، الذين طوروا نظاماً حسابياً متقدماً كان قادراً على القيام بعمليات حسابية بطريقة خوارزمية. فطور البابليون الصيغ لحساب الحلول لمسائل تُحل عادةً اليوم باستخدام المعادلات الخطية والمعادلات التربيعية والمعادلات الخطية غير المحددة. وعلى النقيض من ذلك، فإن معظم المصريين في ذلك العصر، وكذلك بالرياضيات اليونانية والصينية في الألفية الأولى قبل الميلاد، تحل عادةً مثل هذه المعادلات بالطرق الهندسية، مثل تلك التي وصفت في بردية ريند الرياضية وأصول أقليدس والفصول التسعة في الفن الرياضي. وفر العمل الهندسي لليونانيين، متميزاً بالعناصر، إطاراً لتعميم الصيغ ما وراء حل مسائل معينة إلى أنظمة أكثر عمومية من صياغة وحل المعادلات، وعلى الرغم من أن هذا لم يلاحظ حتى تطورت الرياضيات في العصور الوسطى من الإسلام.
خضعت الرياضيات الإغريقية لتغير جذري في عصر أفلاطون. أنشأ الإغريق الجبر الهندسي حيث مثلت المصطلحات من جوانب الأشكال الهندسية، وكما جرت العادة بالخطوط التي كانت تحتوي على حروف مرتبطة بها. ديوفانتوس الإسكندري (القرن الثالث ميلادي)، يسمى أحياناً «والد الجبر»، كان عالم رياضيات إغريقياً إسكندريا ومؤلف سلسلة من الكتب تسمى ارثميتكا.تبحث كتبه في حل المعادلات الجبرية.
تأتي كلمة الجبر من اللغة العربية (الجبر بمعنى الترميم أو الاستعادة) وكما تأتي الكثير من أساليبها من الرياضيات العربية/ الإسلامية. أثرت التقاليد التي نوقشت في أعلاه بشكل مباشر على محمد بن موسى الخوارزمي (عام 780-850). لاحقاً، ألف كتاب المختصر في حساب الجبر والمقابلة، الذي أنشأ علم الجبر كتخصص رياضيات مستقل عن الهندسة وعلم الحساب.
أكمل عالما الرياضيات الهيلينستيان هيرو السكندري وديوفانتس مثلهم مثل العلماء الهنود في الرياضيات كبراهماغوبتا تعاليم المصريين والبابليين على الرغم من اعتبار كتابي أرثمتكا لديفانتوس والسيد هانتالبراهماغوبتا بمستوى أعلى. فعلى سبيل المثال، تم وصف حل أول مسألة حسابية كاملة (مشتملة الصفر والقيمة السالبة) إلى المعادلات التربيعية من قبل براهماغوبتا في كتابه سيندهانتا. لاحقاً طور الرياضيون العرب والمسلمون طرق جبر تصل مستويات عليا من الدقة والإتقان. وعلى الرغم من أن ديفانتوس والبابليون استخدموا معظم الطرق الخاصة في حل المعادلات، كان لمساهمة الخوارزمي السبق الأساسي بذلك. فلقد حل الخوارزمي المعادلات الخطية والتربيعية بدون الحاجة لرمزية الجبر والأعداد السالبة أو الصفر، ومن ثم قام بتمييز العديد من المعادلات التربيعية.
عُرف عالم الرياضيات الاغريقي ديوفانتوس تاريخياً بلقب «والد الجبر»، ولكن برزت في الآونة الأخيرة نقاشات كثيرة حول ما إذا كان الخوارزمي (مؤسس علم الجبر) يستحق هذا اللقب بدلاً عن ديوفانتوس. حيث يشير مؤيدي ديوفانتوس إلى حقيقة أن علم الجبر المبتكر من قبل الخوارزمي أكثر بدائية مقارنة بالموجود في "أريثميتيكا"، وأن "أريثميتيكا" يتبع منهجية الاختصار بينما الجبر بلاغي تماماً. في حين يشير مؤيدي الخوارزمي إلى حقيقة أنه أدخل منهجية "التبسيط" و"الموازنة" (نقل التعابير السالبة إلى الجانب الآخر من المعادلة، أو بعبارة أخرى، حذف التعابير المتشابهة من كلا أطراف المعادلة) وهي المنهجية المعبر عنها في الأصل بكلمة "الجبر"، كما أنه أعطى شرحاً مفصلاً عن حل المعادلات التربيعية، مدعماً بالبراهين الهندسية، بينما عامل علم الجبر كعلم مستقل بذاته. كما أن "جبر" الخوارزمي ليس معني "بسلسلة من المسائل الرياضية التي يجب حلها، بل بعرضٍ يبدأ بتعابير بدائية، تعطي تركيباتهم جميع النماذج المحتملة للمعادلات، التي، من الآن فصاعداً، ستشكل بوضوح موضوع الدراسة الحقيقي". درس الخوارزمي أيضاً المعادلة لذاتها و"بشكل عام، لم يكتف ببساطة وجود المعادلة في سياق حل المسألة، بل باستخدامها خصيصاً لتعريف فئة من المسائل اللانهائية.
نسب الفضل لعالم الرياضيات الفارسي عمر الخيام في تحديد أسس الهندسة الجبرية وإيجاد الحل الهندسي العام للمعادلة التكعيبية. كما أوجد عالم رياضيات فارسي آخر يدعى شرف الدين الطوسي مجموعة من الحلول الجبرية والعددية لحالات مختلفة من المعادلات التكعيبية، بالإضافة إلى أنه طور مفهوم الدوال. علماء الرياضيات الهنديان مهافيرا وبهاسكارا الثاني، والفارسي الكرخي
، والصيني تشو شي جيه، قاموا بإيجاد حلول لحالات مختلفة من معادلات التكعيب ومعادلات الدرجة الرابعة والخامسة، والمعادلات كثيرة الحدود باستخدام الطرق العددية. في القرن الثالث عشر، اعتبر حل المعادلة التكعيبية من قبل ليوناردو فيبوناتشي بداية النهضة في علم الجبر في أوروبا، في حين أخذ العالم الإسلامي في التراجع لصالح العالم الأوربي الذي نهض في مجال تطوير علم الجبر.

### تاريخ الجبر
يمثل عمل فرانسوا فييت في نهايات القرن السادس عشر بداية القواعد الكلاسيكية لعلم الجبر. في عام 1637م نشر رينيه ديكارت كتاب علم الهندسة مخترعاً بذلك الهندسة التحليلية وقدم المناهج الجبرية الحديثة. كان الحل الجبري العام لمعادلات التكعيب ومعادلات الدرجة الرابعة الذي تم وضعها في منتصف القرن السادس عشر، حدث رئيسي آخر في تطور علم الجبر. وُضِعت فكرة المحددات من قبل عالم الرياضيات الياباني كوا سيكي في القرن السابع عشر الميلادي، تبع ذلك بشكل مستقل عالم الرياضيات غوتفريد لايبنتس بعد عشر سنوات، وذلك بهدف حل أنظمة المعادلات الخطية المتزامنة باستخدام المصفوفات. عمل غابرييل كرامرخلال القرن الثامن عشر على المصفوفات والمحددات. قام العالم جوزيف لوي لاغرانج بدراسة التباديل في منشورته المكونة من 1770 صفحة باسم «تأملات حول الحلول الجبرية للمعادلات» المكرسة لحلول المعادلات الجبرية، والتي قدم من خلالها معادلات لاجرانج. كان باولو روفيني أول شخص يضع نظرية زمر التباديل، ومثل أسلافه كانت نظريته أيضاً في سياق حل المعادلات الجبرية.
تم تطوير علم الجبر المجرد في القرن التاسع عشر الميلادي، مستمداً من الرغبة في حل المعادلات، مركزاً في البداية على ما يسمى حالياً بنظرية غالوا وعلى المسائل الإنشائية. [19]للجبر الحديث جذور عميقة من العمل والدراسة تصل للقرن التاسع عشر الميلادي، مثل أعمال ريتشارد ديدكايند Richard Dedekind وليوبلد كرونكر. كما يرتبط بفروع الرياضيات الأخرى مثل نظرية الأعداد الجبرية والهندسة الجبرية. كان جورج بيكوك هو من أسس التفكير البديهي في علم الحساب والجبر. اكتشف أوغست دو مورغان جبر العلاقات في كتابه منهج النظام المقترح للمنطق، ووضع جوزيه غيبس جبر المتجهات في وسط ثلاثي الأبعاد، كما طور آرثر كيلي جبر المصفوفات (وهو جبر غير تبادلي).

## المجالات التي تحتوي على كلمةالجبر
مجالات الرياضيات:
- الجبر الابتدائي، جزء من الجبر الذي عادة ما يتم تدريسه في مقررات الرياضيات الابتدائية.
- الجبر المجرد، فيه بنية الهياكل الجبرية مثل الزمر، والحلقات والحقول التي تم تعريفها والتحقق منها بديهياً.
- الجبر الخطي، والذي يتم دراسة خصائص محددة من المعادلات الخطية، وفضاء المتجهات والمصفوفات.
- الجبر التبادلي، دراسة الحلقات التبادلية
- الجبر الكمبيوتر، تنفيذ أساليب جبرية كالخوارزميات وبرامج الكمبيوتر.
- الجبر التماثلي، دراسة الهياكل الجبرية التي تعتبر أساسية لدراسة الفضاء الطوبولوجي.
- الجبر الشامل، الذي يتم فيها دراسة الخصائص المشتركة بين جميع الهياكل الجبرية.
- النظرية الجبرية للأعداد، حيث يتم دراسة خصائص الأعداد من وجهة نظر جبرية.
- الهندسة الجبرية، وهي فرع من الهندسة، في شكل بدائي لتحديد المنحنيات والسطوح من قبل حلول المعادلات عديدة الحدود.
- التوافيق الجبرية، تستخدم أساليب جبرية لدراسة مسائل التوافيق

العديد من البنى الرياضية تسمى بالجبر :
- الجبر المجرد أو بشكل أعم الجبر على حقل

يشمل الجبر التجريدي أو الجبر على حقل العديد من الأنواع:
- الجبر التجميعي
- الجبر غير التجميعي
- جبر لاي
- جبر هوبف
- جبر النجمي سي
- جبر التناظر
- الجبر الخارجي
- جبر الموترات
- في نظرية القياس:
- جبر سيجما
- الجبر على مجموعة
- في نظرية الفئات
- في المنطق:
- جبر العلاقات، حيث تكون المجموعة محدودة العلاقة مغلقة تحت عمليات معينة.
- جبر بولياني، بناء يلخص الحساب مع القيم الحقيقية الخاطئة والصحيحة
- جبر هيتنج

## الجبر الابتدائي
المقال الرئيسي: الجبر الابتدائي

مجموعة عبارات جبرية:
1- القوة (الأس).
2- معامل.
3- المدى.
4- المشغل.
5- الحد الثابت.
x y c - المتغيرات / الثوابت.

الجبر الابتدائي هو أبسط شكل من الجبر. يتم تدريسها للطلاب الذين يفترض ألا يكون لديهم علم بالرياضيات أكثر من المبادئ الأساسية لعلم الحساب. تحدث في علم الحساب والأرقام فقط وعملياتهم الحسابية (: مثل +، -، ×، ÷). في الجبر، وغالباً ما تدل الأرقام عن طريق الرموز (: مثل A، N، X، Y أو Z). وهذا مفيد للأسباب التالية:
- يتيح للصياغة عامة للقوانين الحسابية (: مثل أ + ب = ب + أ لجميع أ وب)، وهو الخطوة الأولى لاستكشاف منهجي للخصائص نظام العدد الحقيقي.
- يتيح للإشارة إلى أرقام «غير معروف»، وصياغة المعادلات ودراسة كيفية حل هذه. (على سبيل المثال، «العثور على عدد x بحيث 3X + 1 = 10» أو الذهاب أبعد قليلا «العثور على عدد x مثل الفأس + ب = ج.» هذه الخطوة تؤدي إلى الاستنتاج أنه ليس من هذا النوع من أرقام محددة تسمح لنا لحلها، هذا الهدف من العمليات المعنية.)
- يتيح الفرصة لصياغة العلاقات الوظيفية. (على سبيل المثال، «إذا كنت تبيع تذاكر X، ثم الربح الخاص بك سيكون 3X - 10 دولار، أو F (X) = 3X - 10، حيث f هي وظيفة، وx هو رقم لجميع والتي يتم تطبيقه على وظيفة».)

### كثيرات الحدود
المقال الرئيسي: كثيرات الحدود

الرسم البياني لوظبفة متعددة الحدود من الدرجة الثالثة..

كثيرات الحدود هي تركيب جبري (عبارة رياضية) يتكون من مجموع عدد نهائي من الحدود الجبرية (الأطراف) الغير صفرية، كل من هذه الحدود يتألف من حاصل ضرب عدد ثابت وعدد نهائي من المتغيرات المرفوعة لأس عدد صحيح. على سبيل المثال س2 + 2س - 3 هي متعدد- الحدود في المتغير الوحيد س. يمكن إعادة كتابة كثيرات الحدود باستخدام الخواص التبادلية والترابطية والتوزيعية لعمليتي الجمع والضرب. على سبيل المثال، (س -1) (س + 3) تعبر عن كثيرة حدود، ولكن إذا تحدثنا بشكل دقيق فهي ليست كثيرة الحدود. دالة كثيرات الحدود هي دالة يتم تعريفها بواسطة كثيرة الحدود، أو على نحو مكافئ، من خلال التركيب الجبري لكثيرة الحدود. المثالان السابقان يعبران عن نفس دالة كثيرة الحدود.
هنالك اثنان من المشاكل المهمة والمتعلقة بالجبر، وهي: 1) تحليل كثيرة الحدود إلى عوامل أولية، أي التعبير عن كثيرة حدود معينة كناتج ضرب كثيرات حدود أخرى لا يمكن تحليلها إلى عوامل أولية أبسط. 2) حساب القاسم المشترك الأكبر لكثيرة الحدود. المثال المذكور أعلاه لكثيرة الحدود يمكن تحليلها إلى عوامل أولية كالتالي: (س - 1) (س + 3). فئة من المشاكل ذات الصلة هي العثور على عبارات جبرية لجذور كثيرات الحدود في متغير واحد.

### تعليم الجبر
انظر أيضاً: تعليم الرياضيات
اقترح تدريس الجبر الابتدائي للطلاب ابتداء من عمر الحادية عشر، على الرغم من أنه في السنوات الأخيرة من الشائع أن تبدأ الدروس العامة للجبر في الولايات المتحدة في مستوى الصف الثامن (≈ 13 عاما ±).
منذ عام 1997 بدأت جامعة فيرجينيا للتقنية وبعض الجامعات الأخرى في استخدام نموذج مخصص في تدريس الجبر والذي يجمع بين النتائج وردود الفعل الفورية من برامج الحاسوب المتخصصة مع تعليم (واحد لواحد) ومجموعات دراسية مصغرة، الأمر الذي خفض التكاليف وزاد معدل إنجازات الطلاب.

## الجبر المجرد
المقالات الرئيسية: الجبر المجرد والهيكلة الجبرية
الجبر المجرد يستمد المبادئ المشابهة في الجبر الابتدائي والجبر الحسابي للأرقام لمفاهيم أكثر عموماً. هنا قائمة من المفاهيم الأساسية المدرجة في الجبر المجرد.
المجموعات: بدلاً من مجرد التعامل مع أنواع مختلفة من الأرقام، الجبر المجرد يتعامل مع مفاهيم أكثر عموميةً من المجموعات: مجموعة من كل المكونات (تسمى العناصر) المحددة بخاصية معينة للمجموعة. كافة المجموعات من الأنواع المتشابهة من ارقام هي مجموعة. أمثلة أخرى على مجموعات كمجموعة المصفوفات المعكوسة (2*2)، كافة المجموعات متعددة الحدود من الدرجة الثانية (ax2+bx+c), المجموعة المكونة من عوامل ثنائية الأبعاد في المستوى، ومختلف المجموعات المحدودة مثل المجموعات الدورية، وهي من مجموعة الاعداد الصحيحة النمطية ن. نظرية المجموعات هي فرع من المنطق وليست فرعاً من الجبر فعلياً.
العمليات الثنائية: يستخرج مفهوم الجمع (+) لإعطاء عملية ثنائية، يقال عنها ∗. لا معنى لمفهوم العملية الثنائية دون المجموعة التي يتم بها تعريف العملية للعنصرين أ وب في المجموعة س. أ ∗ ب تعتبر عنصر آخر في المجموعة: تدعى هذه الحالة الإغلاق. يمكن أن تكون كلا من عملية الجمع (+) والطرح (-) والضرب (×) والقسمة (÷) عمليات ثنائية عندما تعرف في مجموعات مختلفة كما في جمع وضرب المصفوفات، المتجهات ومتعددة الحدود.
العناصر المحايدة: تستخرج الأرقام صفر وواحد لإعطاء مفهوم العنصر المحايد للعملية. الصفر هو العنصر المحايد لعملية الجمع والواحد هو العنصر المحايد لعملية الضرب. لعملية ثنائية عامة ∗ العنصر المحايد يجب أن يحقق المعادلة التالية: أ ∗ ي = أ. وي ∗ أ = أ. وهذا ينطبق أيضاً على الجمع كما في المثال التالي: أ + 0 و 0 + أ = أ وفي حالة الضرب أ × 1 = أ، و 1 × أ = أ. ليس لكل المجموعات وتركيبات العملية عنصر محايد: على سبيل المثال، مجموعة الأعداد الطبيعية الموجبة (3,2,1...) ليس لها عنصر محايد للجمع.
العناصر العكسية: الأرقام السالبة تنشأ التزاماً لمفهوم العناصر العكسية. ففي حالة الجمع، يكون معكوس العدد (أ)، (-أ). أما في حالة الضرب فيُكتب المعكوس (أ−1). العنصر المعكوس على الناحيتين العامة أ−1 يحقق الخاصية التالية: أ×أ−1 = 1 وأ−1×أ = 1.
العملية التجميعية: يحتوي جمع الأعداد الصحيحة على خاصية تسمى الخاصية التجميعية. بمعنى تجميع الأرقام داخل اقواس لتجمع لا تؤثر على حاصل الجمع. على سبيل المثال: (2+3)+4 = 2+(3+4). بشكل عام يصبح القانون (أ × ب)×ج = أ×(ب×ج). يشترك في هذه الخاصية معظم العمليات الثنائية، ماعدا الطرح أو القسمة أو ضرب الأوكتونيون.
العملية التبديلية: كلا من جمع وضرب الأعداد الحقيقة يعتبر عملية تبديلية. بمعنى ترتيب الأرقام في العملية لا يؤثر على النتيجة. على سبيل المثال، 2+3 = 3+2. بشكل عام هذا يصبح القانون: أ×ب = ب× أ. هذه الخاصية لا تنطبق لجميع العمليات الثنائية. على سبيل المثال، ضرب المصفوفات والضرب المركب المتعدد كلهما عمليات غير تبادلية.

### مجموعات
المقال الرئيسي: زمرة (رياضيات)
انظر أيضاً: نظرية الزمر
تجميع المفاهيم العلوية تعطي واحدة من أهم القواعد في الرياضيات وهي:المجموعة. وتعرف المجموعة بأنها مجموعة (ع) مزودة بعملية ثنائية واحدة (أ)، يمكن تعريفها بأي طريقة مختارة، ولكن مع الخصائص والشروط التالية:
- وجود هوية العنصر، حيث أن كل عضو (أ) ينتمي إلى المجموعة (س) فإن حاصل ضرب العضو (أ) في أي عنصر في E وحاصل ضرب E في A يكونان متطابقة
- كل عنصر لديه معكوس: لكل عضو أ ينتمي إلى المجموعة (س) وجود عضو أ−1 بحيث حاصل الضرب العضو بمعكوسه أ × أ−1 أو أ−1 × أ فالنتيجة مطابقة للعنصر. ==
- خاصية العملية الترابطية: إذا أ وب وج هي أعضاء للمجموعة S، فإن العمليتين التاليتين مطابقتين لبعضهما البعض: (أ×ب)×ج = أ×(ب×ج).

و إذا هي مجموعة تبادلية تطبيق عملية على عضوين أ وب ينتمون للمجموعة س فإن أ×ب = ب×أ ويطلق على المجموعة في هذه الحالة بأنها زمرة أبيلية.
على سبيل المثال، مجموعة الأعداد الصحيحة في إطار عملية الجمع هي مجموعة. في هذه المجموعة، العنصر المحايد هو الصفر ومعكوس أي عنصر أ لهو نقيض العنصر -أ. إذاً، تم استيفاء شرط الترابطيات، وذلك لأن لأي أعداد صحيحة أ، ب، ج، (أ+ب)+ج = أ+(ب + ج)
الأرقام غير صفرية النسبية تشيل مجموعة تحت عملية الضرب. العنصر المحايد هو 1، حيث أن 1×أ = أ×1 لأي عدد نسبي. القيمة العكسية للعدد النسبي 1/أ هي حيث أن أ×1/أ = 1
لا تشكل الأعداد الصحيحة تحت عملية الضرب مجموعة. لان مقلوب العدد الصحيح لا يكون عدد صحيح. على سبيل المثال، العدد الصحيح هو 4 لكن مقلوب العدد 4 يكون 1\4 وهو ليس عدد صحيح.
تدرس نظرية المجموعات في نظرية الزمر. يعد تصنيف الزمر المنتهية البسيطة النتيجة الرئيسية في هذه النظرية، نشر معظمها بين عامي 1955 و 1983، والتي بدورها تقسم المجموعات المنتهية البسيطة إلى ما يقارب من 30 نوع أساسي.
تعد انصاف المجموعات المجموعات وأشباه المجموعات والمونويد هياكل جبرية مماثلة للمجموعات، ولكنهم أكثر عمومية. ويشتملون على مجموعة وعملية ثنائية مغلقة، ولكنهم لا يحققون الشروط الأخرى بالضرورة. تحتوي نصف المجموعة على عملية ثنائية ترابطية. ولكن قد لا يكون لها عنصر محايد. تعد المونويد نصف مجموعة تحتوي على عنصر محايد ولكن قد لا يكون لها معكوس لكل عنصر. تحقق شبه المجموعة المتطلب الدال على إمكانية أي عنصر للتحول إلى أي عنصر آخر إما من خلال ضرب اليسار أو ضرب اليمين، ولكن في أي حالة العملية الثنائية قد لا تكون ترابطية.
تعد كل المجموعات مونويد، وتعد كل المونويد انصاف مجموعات.
| أمثلة   |            |               |             |               |                                        |                                        |                                        |                                        |                                           |                                           |
| مجموعة: | عددطبيعي N | عددطبيعي N    | عدد صحيح Z  | عدد صحيح Z    | عدد كسريQ (أيضاًعدد حقيقيR وعددمركب C)) | عدد كسريQ (أيضاًعدد حقيقيR وعددمركب C)) | عدد كسريQ (أيضاًعدد حقيقيR وعددمركب C)) | عدد كسريQ (أيضاًعدد حقيقيR وعددمركب C)) | الأعداد الصحيحة: نمطية 3: Z3 = {0, 1, 2}} | الأعداد الصحيحة: نمطية 3: Z3 = {0, 1, 2}} |
| عملية   | +          | × (دون الصفر) | +           | × (دون الصفر) | +                                      | -                                      | × (دون الصفر)                          | ÷ (دون الصفر)                          | +                                         | × (دون الصفر)                             |
| مُغلقة   | نعم        | نعم           | نعم         | نعم           | نعم                                    | نعم                                    | نعم                                    | نعم                                    | نعم                                       | نعم                                       |
| مُطابقة  | 0          | 1             | 0           | 1             | 0                                      | غ/م                                    | 1                                      | غ/م                                    | 0                                         | 1                                         |
| مُعاكس   | غ/م        | غ/م           | -أ          | غ/م           | -أ                                     | غ/م                                    | 1/أ                                    | غ/م                                    | 0, 2, 1, على التوالي                      | غ/م، 1, 2, على التوالي                    |
| تجميعية | نعم        | نعم           | نعم         | نعم           | نعم                                    | لا                                     | نعم                                    | لا                                     | نعم                                       | نعم                                       |
| تبديلية | نعم        | نعم           | نعم         | نعم           | نعم                                    | لا                                     | نعم                                    | لا                                     | نعم                                       | نعم                                       |
| هيكلة   | مونويد     | مونويد        | زمرة أبيلية | مونويد        | زمرة أبيلية                            | شبه زمرة                               | زمرة أبيلية                            | شبه زمرة                               | زمرة أبيلية                               | زمرة أبيلية (Z2)                          |

### الحلقات والحقول
المقالات الرئيسية: حلقة (رياضيات) وحقل رياضي
راجع أيضا: نظرية الحلقات وحقل رياضي
تمتلك المجموعات عملية ثنائية واحدة فقط. لشرح كامل عن سلوك الأنواع المختلفة من الأرقام والهياكل الرياضية بعاملين التي تحتاج إلى دراسة. وتعد أهمها الحلقات والحقول الرياضية.
تملك الحلقة الرياضية عاملين ثنائيين (+) و (×)، مع الأخذ بالاعتبار بأن × توزيعي أكثر من +. وفقاً للعامل الأول (+) يشكل مجموعة تبادلية. ووفقاً للعامل الثاني (×) يكون تجميعي، ولكنه لا يحتاج إلى عنصر محايد أو معكوس، لذلك القسمة غير مطلوبة. يكتب العنصر المحايد الجمعي (+) 0 والمعكوس الجمعي من أ يكتب -أ.
التوزيع (يعمم قانون توزيع الأرقام، ويحدد الترتيب الذي ينبغي ان يُطبق على العوامل (تسمى الأولية). للأعداد الصحيحة (أ + ب) × جـ =أ × جـ + ب × جـ أيضا جـ × (أ + ب) = جـ × أ + جـ × ب، ويسمى ذلك بتوزيع عملية الضرب × على الجمع +.
الأعداد الصحيحة عبارة مثال لحلقة. للأعداد الصحيحة خصائص إضافية تجعلها من مجال لا يتجزأ.
الحقل عبارة عن حلقة مع خاصية إضافية حيث جميع العناصر - عدا الصفر - تشكل الزمرة التبادلية -أو الابيلية- تحت ×. يتم كتابة المضاعف (×) كـ 1 ومعكوس المضاعف يكتب −1أ.
الأعداد المنطقية، الأعداد الحقيقية والأعداد المركبة هي أمثلة لحقول.

## معادلات كثيرة الحدود ومعادلات جبرية
ولا تزال كثيرات الحدود تلعب دور في الجبر عندما تُناقش المساواة {\displaystyle {\mathcal {}}p(x)=0} أي المعادلات كثيرة الحدود، وهي صنف من المعادلات الجبرية. ومعظم المشاكل التي تُناقش من المعادلات الجبرية في الحاضر ما بقت تكون بسيطة؛ بل تُناقش بأسلوب الجبر التجريدي؛ ومن ضمنها معادلات ديوفانطس وغير تلك.

## الجبر الشامل
من وجهة نظر الجبر الشامل، الجبر أو الجبر التجريدي هو مجموعة {\displaystyle A\,} مزودة بمجموعة من العمليات على {\displaystyle A\,}. نقول أن هناك عملية نونية (من الرتبة نون) معرفة على {\displaystyle A\,} تمثل دالة رياضية تأخذ {\displaystyle n\,} عنصر من المجموعة {\displaystyle A\,} وتعطي كنتيجة عنصراً وحيداً من {\displaystyle A\,}.
لذلك فإن العملية اللاشيئية حيث {\displaystyle n=0\,} يمكن أن تمثل عنصراً وحيداً من {\displaystyle A\,} أو ما يدعى بالثابت غالباً يرمز له بحرف مثل {\displaystyle a\,}.
بالمقابل العملية الأحادية (حيث {\displaystyle n=1\,}) ببساطة عبارة عن دالة من {\displaystyle A\,} إلى {\displaystyle A\,} يمثل غالباً برمز يوضع أمام مدخل العملية كأن نقول {\displaystyle ~a\,}. أما العملية الثنائية تمثل برمز يكتب بين مدخلي العملية: {\displaystyle a*b\,}.
العمليات من رتب أعلى غالباً ما تمثل بشكل رمز دالة والمدخلات توجد ضمن قوسين: {\displaystyle f(x,y,z)\,} أو {\displaystyle f(x_{1},...,x_{n})}.
يعمد بعض الرياضيين أيضا إلى تعريف عمليات لا منتهية (حيث {\displaystyle n=\infty \,}) مثل {\displaystyle \bigwedge _{\alpha }x_{\alpha }}، التي تسمح بدراسة نظرية جبرية للمشابك الكاملة.
يمكن أن ننظر للجبر الشامل على أنه فرع خاص من نظرية النموذج نتعامل فيها مع البنى التي تملك عمليات فقط (أي دون علاقات)، يتم فيها الحديث عن بنى تستخدم معادلات فقط.

## كائنات جبرية
تستخدم كلمة الجبر مع أنواع عديدة من البنى الجبرية :
- دالة جبرية
- جبر على حقل
- جبر على مجموعة
- جبر بولياني
- جبر إف جبر إف المرافقفي نظرية التصنيف.
- جبر سيغما.